# Cislago
Cislago (lombardul: Cislagh) település Olaszországban, Varese megyében. Lakosainak száma 10 401 fő (2023. január 1.). Cislago Gerenzano, Gorla Minore, Mozzate, Turate, Limido Comasco és Rescaldina községekkel határos.

## Népesség
A település népességének változása:
| Lakosok száma | 10 411 | 10 394 | 10 401 |
|               | 2017   | 2018   | 2023   |